# John Flansburgh
John Conant Flansburgh (Lincoln, Massachusetts, 6 de mayo de 1960) es un músico y vocalista estadounidense. Es conocido por ser miembro de They Might Be Giants junto a John Linnell y anteriormente miembro de Mono Puff. Es comúnmente conocido por su apodo de "Flans" o "Flansy".
Flansburgh se casó con la cantante y escritora Robin Goldwasser. Su padre, Earl Flansburgh, fue retirado del arquitecto y exdirector de su propia empresa. Su madre, Polly Flansburgh, es la fundadora y presidenta de Boston By Foot. Su hermano, Paxus Calta (nacido Earl Schuyler Flansburgh), es un activista antinuclear y organizador político.

## Discografía

### Álbumes con They Might Be Giants
- They Might Be Giants (1986)
- Lincoln (1988)
- Flood (1990)
- Apollo 18 (1992)
- John Henry (1994)
- Factory Showroom (1996)
- Long Tall Weekend (1999)
- Mink Car (2001)
- No! (2002)
- The Spine (2004)
- Here Come The ABCs (2005)
- The Else (2007)
- Here Come The 123s (2008)
- Here Comes Science (2009)

### Álbumes con Mono Puff
- Unsupervised (1996)
- It's Fun to Steal (1998)

## Premios y nominaciones
| Año  | Premio             | Trabajo               | Resultado |
| ---- | ------------------ | --------------------- | --------- |
| 2002 | Grammy             | Malcolm in the Middle | Ganó      |
| 2000 | BMI TV Music Award | Malcolm in the Middle | Ganó      |